# セントジョンズ市長
セントジョンズ市長は、カナダ、ニューファンドランド・ラブラドール州セントジョンズの首長である。
| 氏名                               | 就任           | 退任           |
| ---------------------------------- | -------------- | -------------- |
| ジョージ・シア                     | 1902年6月19日  | 1906年6月26日  |
| マイケル・ギブス                   | 1906年6月26日  | 1910年6月27日  |
| ウィリアム・エリス                 | 1910年6月27日  | 1914年7月1日   |
| 政府委員会                         | 1914年7月1日   | 1916年6月29日  |
| ウィリアム・ギルバート・ゴスリング | 1916年6月29日  | 1921年12月15日 |
| タスカー・クック                   | 1921年12月15日 | 1929年12月9日  |
| チャールズ・ハウレット             | 1929年12月9日  | 1932年3月31日  |
| アンドルー・カーネル               | 1932年3月31日  | 1949年11月8日  |
| ヘンリー・G・R・ミューズ           | 1949年11月8日  | 1965年12月     |
| ウィリアム・G・アダムズ            | 1965年12月     | 1973年11月13日 |
| ドロシー・ワイアット               | 1973年11月13日 | 1981年11月3日  |
| ジョン・ジョセフ・マーフィー       | 1981年11月3日  | 1990年11月13日 |
| シャニー・ダフ                     | 1990年11月13日 | 1993年11月9日  |
| ジョン・ジョセフ・マーフィー       | 1993年11月9日  | 1997年9月30日  |
| アンディ・ウェルズ                 | 1997年9月30日  | 2008年3月3日   |
| デニス・オキーフ （代理)           | 2008年4月22日  | 2008年6月9日   |
| シャニー・ダフ （代理)             | 2008年3月3日   | 2008年4月22日  |
| デニス・オキーフ                   | 2008年6月9日   | 2017年10月10日 |
| ダニー・ブリーン                   | 2017年10月10日 | 現在           |